# Порт-Вила
Порт-Ви́ла (англ. и бисл. Port Vila, фр. Port-Vila) — крупнейший город и столица республики Вануату, расположенной в юго-западной части Тихого океана. Порт-Вила расположена на пляже Меле на юго-западном побережье острова Эфате.

## История
Колонизация территории, на которой расположена Порт-Вила, началась с заселения территории порта. В 1882 году, несмотря на длительную засуху и вспышку малярии, коммерческим центром Эфате стала Вила.
В 1906 году Вила была провозглашена столицей колонии, в ней расположилось правительство. Её главная улица в то время была узкой тропинкой, связывающей склады компании Burns Philp и здание Французской Компании Новых Гебрид (фр. Société Française des Nouvelles-Hébrides). Это был бедный город, преимущественно населённый бродягами и выпущенными из новокаледонской тюрьмы преступниками.
В 1930-е годы численность европейцев начала стремительно уменьшаться, сейчас[когда?] их численность в городе составляет чуть меньше 1 000 человек.
Единственными людьми, которым кроме европейцев позволялось жить в Виле, были ни-вануату, нанятые туда на работу; другие ни-вануату должны были покинуть город в течение 15 дней. Существовал комендантский час: если человек выходил на улицу после 9 часов вечера, он проводил ночь в арестантской камере.
Во время Второй мировой войны Порт-Вила являлась базой войск союзников. После введения в 1970 году низких налогов, в городе развернулось оживленное строительство: старые обветшалые колониальные постройки были снесены, на их месте построены здания из бетона, улицы замостили, в 1972 году построена главная пристань, которая ежегодно принимала круизные суда, Вила превратилась в популярное место отдыха туристов.
В январе 2002 года в нескольких километрах от берега произошло землетрясение, нанёсшее большой урон городу и близлежащей местности.
В 2009 году, в честь двухсотлетия установления дипломатических отношений между Россией и Вануату, в центре города был установлен памятник русскому мореплавателю Василию Михайловичу Головнину.

## Климат
Порт-Вила расположена в зоне тропического климата с сухим и жарким сезоном, а также сезоном дождей.
| Показатель | Янв. | Фев. | Март | Апр. | Май | Июнь | Июль | Авг. | Сен. | Окт. | Нояб. | Дек. | Год  |
| --- | ---- | ---- | ---- | ---- | --- | ---- | ---- | ---- | ---- | ---- | ----- | ---- | ---- |
| Средний суточный максимум, °C                                                                                   | 28   | 29   | 29   | 27   | 26  | 25   | 24   | 24   | 24   | 26   | 27    | 28   | 26,4 |
| Средний суточный минимум, °C                                                                                    | 23   | 23   | 23   | 22   | 21  | 19   | 19   | 18   | 19   | 20   | 21    | 22   | 20,8 |
| Норма осадков, мм                                                                                               | 257  | 272  | 282  | 338  | 244 | 127  | 158  | 125  | 99   | 137  | 165   | 201  | 2405 |
| Источник: BBC Weather: Port-Vila (англ.). Bbc.co.uk. Дата обращения: 3 мая 2013. Архивировано 11 мая 2013 года. |      |      |      |      |     |      |      |      |      |      |       |      |      |

## Экономика

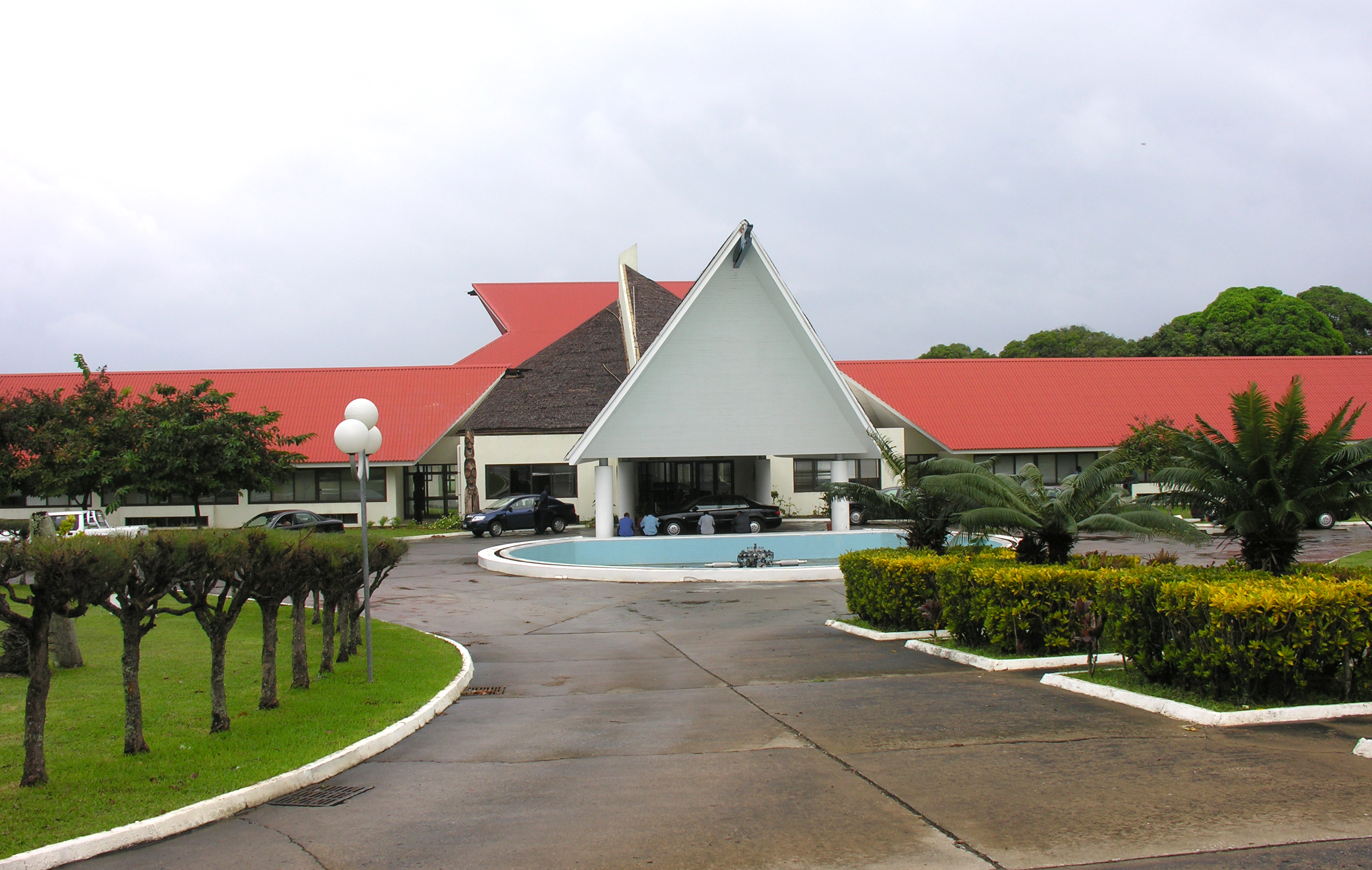
Здание Парламента Вануату.

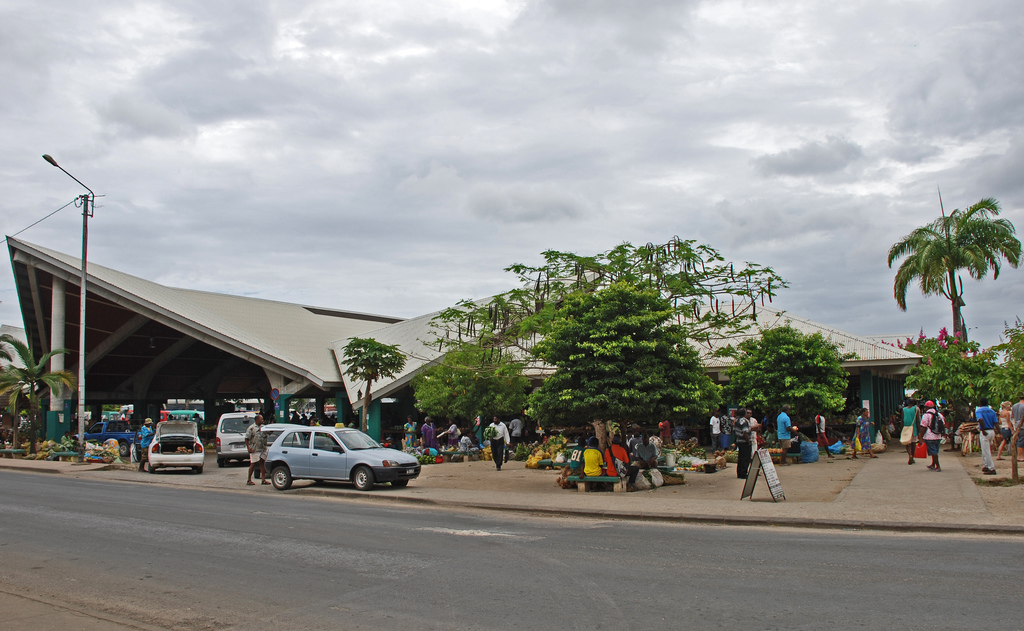
Городской рынок.

Город является коммерческим центром островной группы. Оживлённый торговый порт, в городе расположены больницы, отели, казино, несколько рынков, мест оживлённой торговли, спортивный стадион, дом культуры, педагогический институт, кампус Южнотихоокеанского университета, ряд мясо- и рыбоперерабатывающих заводов.
Близ города находится главный международный аэропорт Вануату — «Бауэрфилд».

## Архитектура
Одним из самых примечательных зданий города является католический собор Сакре-Кёр (Святого Сердца; фр. Sacre Coeur), входящий в Епархию Порт-Вилы; в 1992 году при содействии китайских рабочих было построено здание парламента.

## Города-побратимы
- Шанхай, Китай (1994)[8]